# دولت هنگ کنگ
دولت منطقه اداری ویژه هنگ کنگ (که معمولاً به عنوان دولت هنگ کنگ شناخته می‌شود) قوه مجریه هنگ کنگ است. این دولت در ۱ ژوئیه ۱۹۹۷ پس از واگذاری هنگ کنگ تأسیس شد.